# Oxytropis tschujae
Oxytropis tschujae är en ärtväxtart som beskrevs av Aleksandr Andrejevitj Bunge. Oxytropis tschujae ingår i släktet klovedlar, och familjen ärtväxter. Inga underarter finns listade i Catalogue of Life.